# Przedsiębiorstwo
Przedsiębiorstwo – wyodrębniona prawnie i ekonomicznie jednostka gospodarcza. Istotą działalności przedsiębiorstwa jest produkcja dóbr lub świadczenie usług. Najczęściej definiowanym celem działalności przedsiębiorstwa jest osiąganie zysku poprzez zaspokajanie potrzeb konsumentów. Z perspektywy finansowej celem przedsiębiorstwa jest wzrost jego wartości rynkowej w średnim i długim okresie z korzyścią dla jego właścicieli.

## Działalność
Odrębność prawna przedsiębiorstwa oznacza, że przedsiębiorstwo jest podmiotem praw i obowiązków, którego forma jest określana przez właścicieli przedsiębiorstwa i jest ona zależna od regulacji prawnych obowiązujących na terytorium, na którym funkcjonuje podmiot. Wyrazem nabycia przez przedsiębiorstwo osobowości prawnej jest wpisanie do rejestru. Odrębność organizacyjna przedsiębiorstwa oznacza, że jest to jednostka zorganizowana w oparciu o określone metody zarządcze i procesy organizacyjne umożliwiające prowadzenie działalności. Odrębność techniczno-produkcyjna przejawia się w wydzielonym układzie technicznym pozwalającym na prowadzenie produkcji lub świadczenie usług przez jednostkę. Odrębność ekonomiczna oznacza wydzielenie majątkowe, samodzielność decyzyjną i dochodową, której wyrazem jest dążenie do osiągania dodatniej różnicy między efektami i nakładami.
Przedsiębiorstwa prawie zawsze powiązane są prawnie z jednym tylko państwem. Opodatkowanie oraz inne wymogi prawne zwykle skutkują wykorzystywaniem do działalności w każdej jurysdykcji prawnej odrębnych jednostek posiadających osobowość prawną.
Potocznie przedsiębiorstwo określa się również jako „firmę”, jednak słowo to ma inne znaczenie prawne.

## Przykładowe klasyfikacje przedsiębiorstw
Ze względu na charakter działalności przedsiębiorstwa można podzielić na:
- przedsiębiorstwa produkcyjne (w tym np.: wydobywcze, przetwórcze, montażowe),
- przedsiębiorstwa usługowe (w tym np.: handlowe, komunikacyjne, transportowe).

W Polsce, zgodnie z Prawem przedsiębiorców, ze względu na liczbę pracowników wyróżnia się przedsiębiorstwa:
- mikroprzedsiębiorstwa – zatrudniające średniorocznie w co najmniej jednym z dwóch ostatnich lat obrotowych do 9 pracowników oraz osiągające roczny obrót nieprzekraczający równowartości 2 milionów euro, lub sumy aktywów bilansu na koniec jednego z tych lat nie przekroczyły równowartości 2 milionów euro;
- przedsiębiorstwa małe – zatrudniające średniorocznie w co najmniej jednym z dwóch ostatnich lat obrotowych od 10 do 49 pracowników oraz osiągające roczny obrót nieprzekraczający równowartości 10 milionów euro, lub sumy aktywów bilansu na koniec jednego z tych lat nie przekroczyły równowartości 10 milionów euro;
- przedsiębiorstwa średnie – zatrudniające średniorocznie w co najmniej jednym z dwóch ostatnich lat obrotowych od 50 do 249 pracowników oraz osiągające roczny obrót nieprzekraczający równowartości 50 milionów euro, lub sumy aktywów bilansu na koniec jednego z tych lat nie przekroczyły równowartości 43 milionów euro;
- przedsiębiorstwa duże – pozostałe (tzn. zatrudniające 250 i więcej pracowników oraz ich roczny obrót przekracza 50 milionów euro lub całkowity bilans roczny przekracza 43 milionów euro[6]).

Z punktu widzenia form własności można wyróżnić:
- przedsiębiorstwa sektora publicznego, do którego należą przedsiębiorstwa będące własnością państwa (Skarb Państwa) i przedsiębiorstwa komunalne (samorządy terytorialne),
- przedsiębiorstwa sektora prywatnego, do którego należą przedsiębiorstwa będące własnością prywatną osób fizycznych, osób prawnych i własnością zagraniczną.

## Przedsiębiorstwo w prawie polskim
Zgodnie z art. 551 Kodeksu cywilnego przedsiębiorstwo jest zorganizowanym zespołem składników niematerialnych i materialnych przeznaczonym do prowadzenia działalności gospodarczej. Obejmuje ono w szczególności:
1. oznaczenie indywidualizujące przedsiębiorstwo lub jego wyodrębnione części (nazwa przedsiębiorstwa);
2. własność nieruchomości lub ruchomości, w tym urządzeń, materiałów, towarów i wyrobów, oraz inne prawa rzeczowe do nieruchomości lub ruchomości;
3. prawa wynikające z umów najmu i dzierżawy nieruchomości lub ruchomości oraz prawa do korzystania z nieruchomości lub ruchomości wynikające z innych stosunków prawnych;
4. wierzytelności, prawa z papierów wartościowych i środki pieniężne;
5. koncesje, licencje i zezwolenia;
6. patenty i inne prawa własności przemysłowej;
7. majątkowe prawa autorskie i majątkowe prawa pokrewne;
8. tajemnice przedsiębiorstwa;
9. księgi i dokumenty związane z prowadzeniem działalności gospodarczej.